# De Kreuners
De Kreuners est un groupe belge de rock flamand néerlandophone actif de 1978 à 2012, formé autour du chanteur Walter Grootaers, populaire en Belgique puis aux Pays-Bas avec le titre Ik wil je de 1990.

## Historique
Formé en 1978, le groupe suscite l'intérêt après avoir gagné le premier Humo's Rock Rally, concours belge de rock, sans pour autant obtenir un contrat d'enregistrement. Il met alors en vente de manière indépendante ses trois premiers singles. Nummer een, enregistré à Londres, est son premier succès. Le groupe s'engage alors chez Warner Bros; en 1981, l'album 's Nachts kouder dan buiten se vend à 30 000 d'exemplaires. Au temps de l'album Er sterft een beer in de taiga, De Kreuners est l'un des groupes les plus populaires de Flandre, et l'enregistrement devient disque d'or en l'espace de deux jours. En 1990, le groupe quitte Warner Bros pour EMI Group et publie son plus grand succès, l'album Hier en nu, vendu à 100 000 exemplaires; le titre Ik wij je est copié plus d'un million de fois. L'album-compilation Het beste van de Kreuners, paru en 2003, est certifié platine avant sa date de sortie.
Le 13 février 2012, De Kreuners annoncent officiellement la fin de leur carrière ; celle-ci aura duré 34 ans. Le bassiste du groupe, Berre Bergen, meurt le 7 février 2016.[réf. nécessaire]
En novembre 2017 ils annoncent leur retour avec le titre Victoria

## Membres
- Walter Grootaers : chant
- Erik Wauters : guitare
- Berre Bergen puis Axl Peleman : guitare basse
- Jan Van Eyken : guitare
- Ben Crabbé : percussions

## Discographie

### Albums
- 1981 : ' 's Nachts kouder dan buiten'
- 1982 : 'Er sterft een beer in de taiga'
- 1983 : 'Natuurlijk zijn er geen Alpen in de Pyreneeën'
- 1984 : 'Weekends in België'
- 1986 : 'Dans der onschuld'
- 1990 : 'Hier en nu
- 1991 : 'Het beste van De Kreuners'
- 1992 : 'Knagend vuur'
- 1995 : 'De Kreuners'
- 1998 : 'Pure Pop'
- 2000 / 2003 : 'Originele hits / Essential'
- 2003 : '1978'
- 2003 : '25 jaar het beste van De Kreuners'
- 2005 : 'DVD - Live 2005'
- 2008 : '30 Jaar de Kreuners'

### Singles
- Nummer een (1980)

- Nee oh nee (1981)

- Zij heeft stijl (1981)

- Gezellig samenzijn (1981)

- Madame WuWu (1981)

- Layla (1982)

- Beest (1982)

- Cous cous kreten (1982)

- Doe het gevecht (1983)

- Vuil water (1984)

- Ik dans wel met mezelf (1985)

- Sha la (1985)

- Jongens hebben geluk (1986)

- Wij gaan deserteren (1986)

- A rum a drum drum (1987)

- Koes koes kreten (1989)

- Verliefd op Chris Lomme (1989)

- Ik wil je (1990)

- Nu of nooit (1990)

- Zo jong (1990)

- Maak we wakker (1991)

- Layla (1991)

- Het regent meer dan vroeger (1991)

- In de zin van mijn leven (1991)

- Help me door de nacht (1991)

- Ik ben bij jou (1991)

- De hemel nooit beloofd (1991)

- Vergeet het maar (1995)

- Er komt een tijd (1996)

- Wat komen moet dat komt (1996)

- Vader moeder appelspijs (1996)

- We kleuren de nacht (1998)

- De laatsten zullen de eersten zijn (1998)

- Waar en wanneer (1998)

- Meisje Meisje (2003)

- Ja! (2003)

- Lust slaapt nooit (2004)

- Pinguïns in Texas (2008)

- Stil in mij (2008)

- Das wat ik zeggen wou (2010)